# Piz Bernina
Piz Bernina (4049 m) es la montaña más alta de los Alpes orientales y el punto más alto de la cordillera Bernina. También es la montaña más al Este que supera los 4000 metros en los Alpes, el punto más alto del cantón suizo de los Grisones, y el quinto pico más prominente de los Alpes. A tenor de la clasificación SOIUSA, es el pico más alto de la sección alpina Alpes Réticos occidentales, integrados en los Alpes centrales del este.
Piz Bernina se encuentra cerca de St. Moritz, uno de los centros de esquí más conocidos de los Alpes suizos. 
La montaña toma su nombre del paso de Bernina y le fue impuesto en 1850 por el topógrafo suizo Johann Coaz, quien también hizo el primer ascenso.

## Geografía

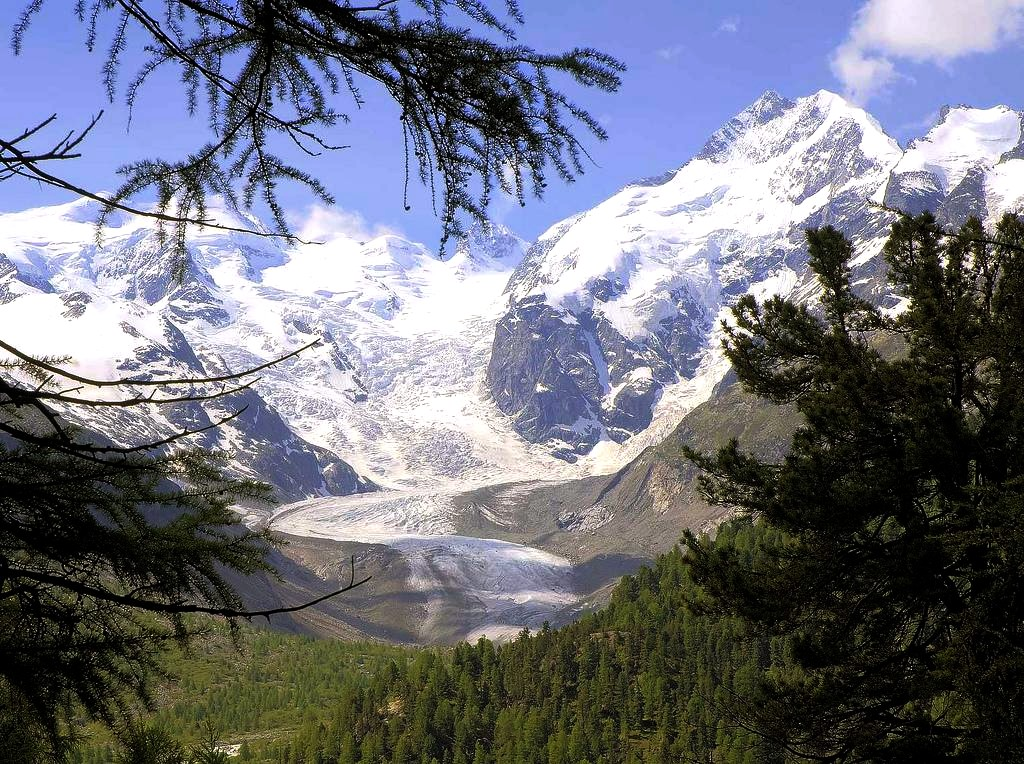
Piz Bernina y el glaciar de Morteratsch.

Piz Bernina es uno de los pocos cuatromiles aislados en los Alpes. Es el punto culminante de un grupo de cumbres ligeramente por debajo de 4.000 metros que queda principalmente en la cadena principal entre Suiza e Italia (como Piz Scerscen, Piz Zupò y Piz Palü). La única otra cumbre que supera los 4.000 m es la antecima sur, la Spalla (en retorromano, La Spedla), que significa "el Hombro". La Spalla es también el punto más alto en el lado italiano del macizo. 
La cumbre en sí se encuentra en una cadena perpendicular (orientada de norte a sur) comenzando en la Spalla en la frontera y acabando en Piz Chalchagn, compuesta también por Piz Morteratsch y Piz Boval.
Piz Bernina separa dos valles glaciares, el glaciar de Tschierva en el oeste y el glaciar de Morteratsch en el este. Las aguas fluyen a ambos lados de la montaña acabando en el río Eno. Al sur de Piz Bernina la vertiente separa las cuencas hidrográficas del Danubio (Mar Negro) y el río Po (mar Adriático). La cumbre de Piz Bernina es el punto culminante de la cuenca hidrográfica del Danubio.

## Clasificación SOIUSA
Según la clasificación SOIUSA, el Piz Bernina pertenece:
- Gran parte: Alpes orientales
- Gran sector: Alpes centrales del este
- Sección: Alpes Réticos occidentales
- Subsección: Alpes del Bernina
- Supergrupo: Cadena Bernina-Scalino
- Grupo: Macizo del Bernina
- Subgrupo: Grupo del Bernina
- Código: II/A-15.III-A.1.c

## Geología
Las rocas que componen el Piz Bernina son dioritas y gabros. El macizo en general está compuesto también de granitos (Piz Corvatsch, Piz Palü). La mayor parte de la sierra pertenece a los nappes austroalpinos, una unidad tectónica cuyas rocas provienen de la placa apuliana, un pequeño continente que se arrancó de África (Gondwana) antes de la orogenia alpina. Las nappes austroalpinas son comunes en todos los Alpes orientales. 

## Historia de los ascensos

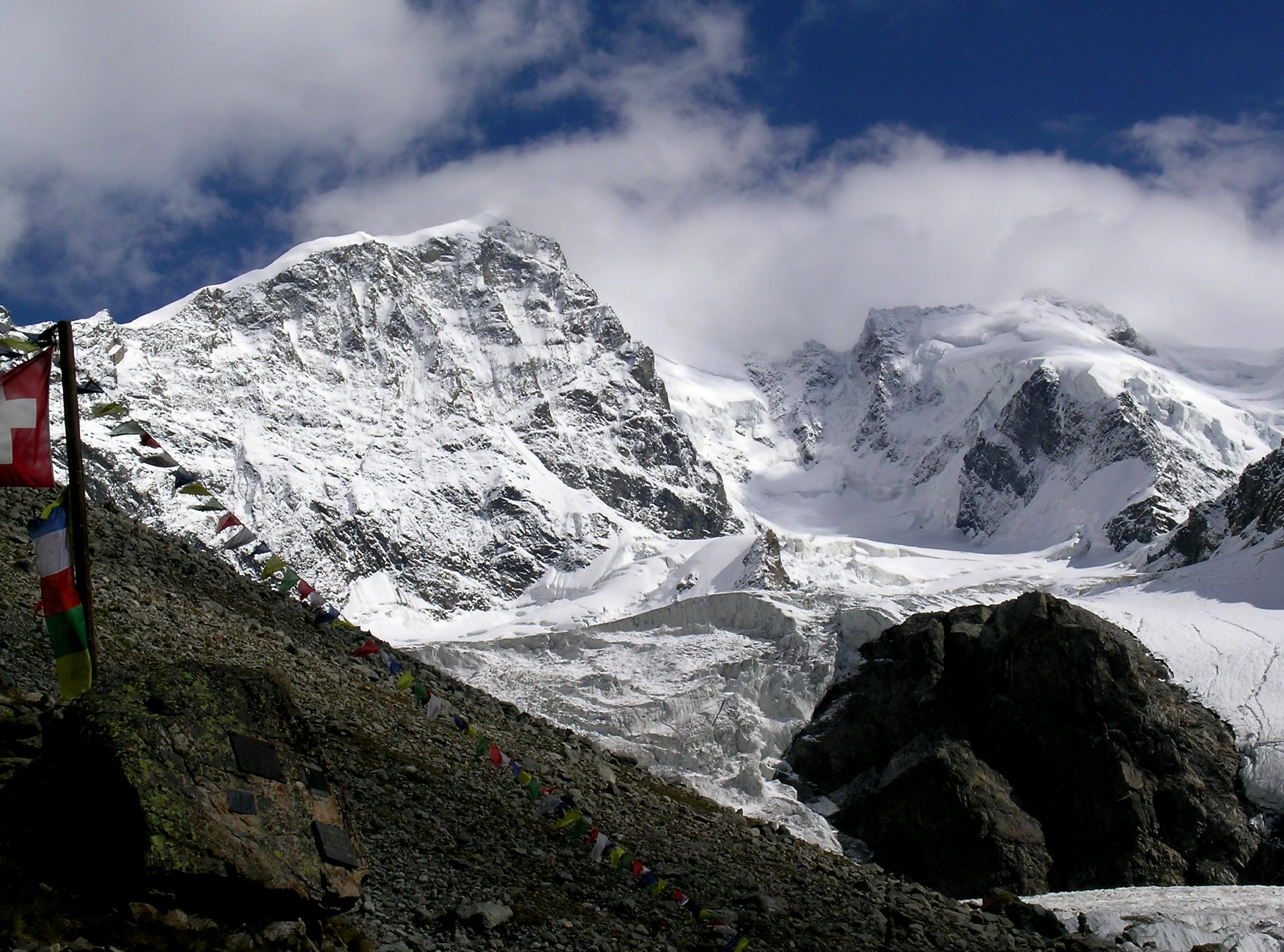
Piz Bernina desde el oeste.

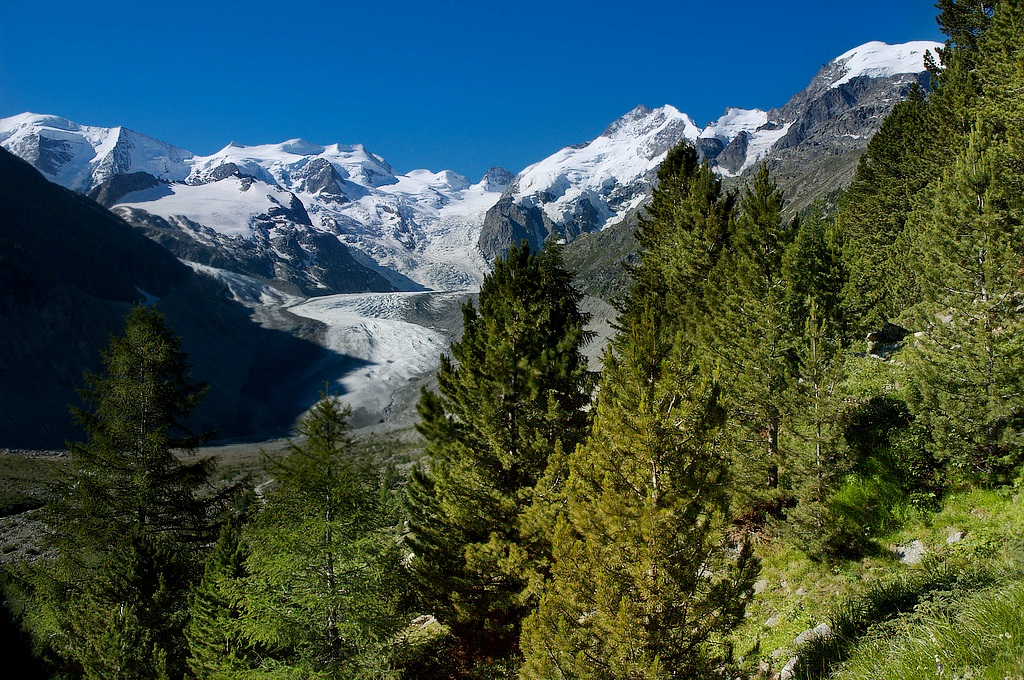
Vista desde el bosque de pinos y alerces por encima del glaciar de Morteratsch.

El primer ascenso fue realizado a través de la cresta este en 1850 por el topógrafo de 28 años Johann Coaz (de Chur) y sus ayudantes, los hermanos Jon y Lorenz Ragut Tscharner. El 13 de septiembre de 1850, poco después de las seis de la mañana, dejaron la posada de Bernina (a 2.050 metros) con sus instrumentos de medición. Siguieron el glaciar de Morteratsch hasta la Fuorcla Crast'Agüzza, un collado entre el Crast' Agüzza y Piz Bernina y desde allí cogiendo la arista sur. Alcanzaron la cumbre alrededor de las seis de la tarde.
Johan Coaz escribió en su diario:
"A las seis de la tarde estábamos en el pico majestuoso ardientemente deseado. En terreno que ningún humano había pisado antes. En el punto más alto del cantón a 4.052 metros sobre el nivel del mar."
"Nos dominaron pensamientos serios. Los ojos avariciosos inspeccionaron la tierra hasta el distante horizonte, y miles y miles de picos montañosos nos rodeaban, alzándose como rocas desde el brillante mar de hielo. Mirábamos asombrados y atemorizados más allá de este magnífico mundo montañoso."

En 1866, la cresta sur que va desde la Spalla fue ascendida por Francis Fox Tuckett y F. A. Y. Brown con los guías Christian Almer y F. Andermatten. Comenzaron a media noche desde el Alpe Foppa en el lado italiano, y alcanzaron la cumbre a las once de la mañana, descendiendo a Pontresina sólo unas pocas horas después.
El primer intento de ascender la cara norte, a través de la Arista Bianco (Biancograt) hasta el pico norte Piz Bianco (en retorromano Piz Alb o Piz Alv, 3.995 m), se realizó el 12 de agosto de 1876 por H. Cordier y T. Middlemore con los guías J. Jaun y C. Maurer. Alcanzaron con éxito la parte alta de la cresta, el Piz Bianco, pero cuando vieron el abismo que quedaba entre ellos y la cumbre del Piz Bernina, consideran que estaba más allá de sus facultades y regresaron bajando por la Arista Bianco. Cordier más tarde declaró que la brecha era "absolutamente imposible".
Exactamente dos años después, Paul Güssfeldt, acompañado por los guías H. Grass y J. Gross, alcanzaron la cumbre a través de la Arista Bianco y lograron el primer ascenso completo por esta ruta. El primer ascenso en invierno se hizo el 15 de marzo de 1929 por C. Colmus con los guías C. y U. Grass. Para ganar una apuesta con valor de 200 CHF, Hermann Buhl alcanzó la cumbre de Piz Bernina desde la cabaña de Boval en seis horas; luego descendió por la cresta norte en sólo quince minutos, estableciendo un récord.

## Turismo

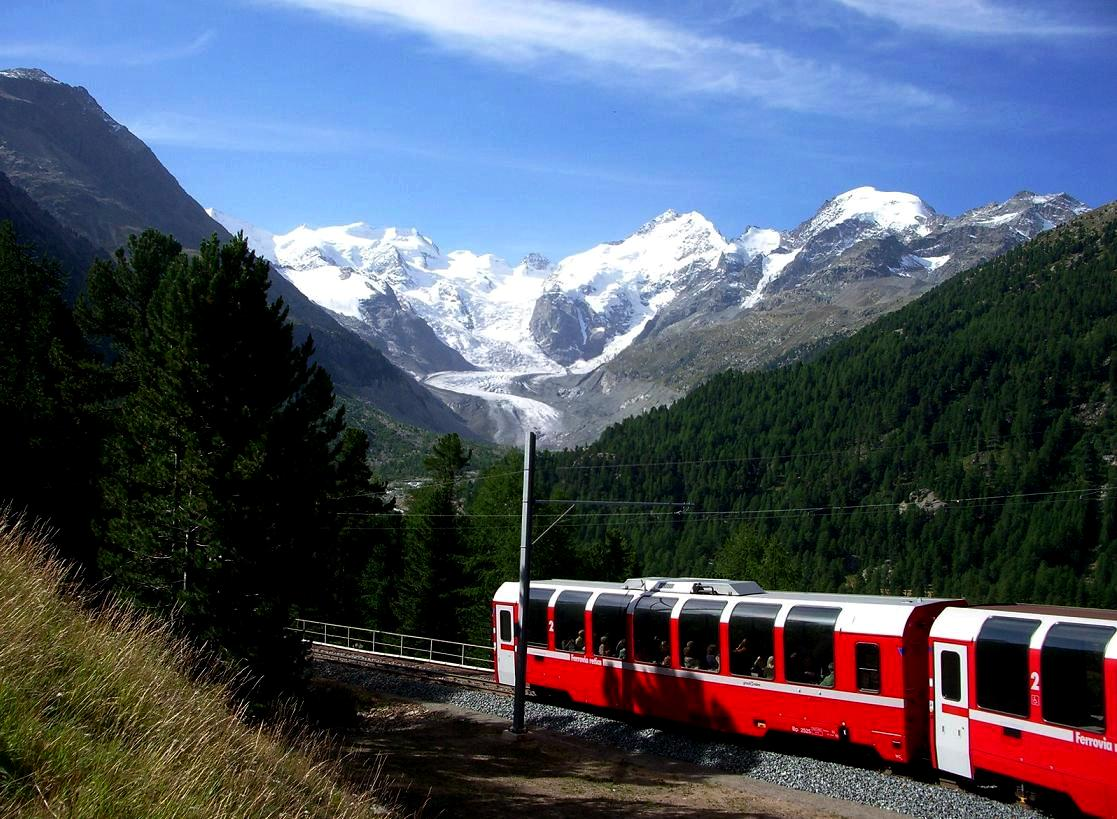
Piz Bernina y el Bernina Express

Piz Bernina es la cumbre más alta del valle de la Engadina y queda cerca de los centros turísticos de St. Moritz y Pontresina. La montaña puede verse desde diferentes puntos de vista con el uso de telesillas desde Diavolezza, Piz Corvatsch o Piz Nair. El tren Bernina Express conecta St. Moritz con el Val Poschiavo meridional a través del paso de Bernina. 

## Rutas de ascenso y cabañas

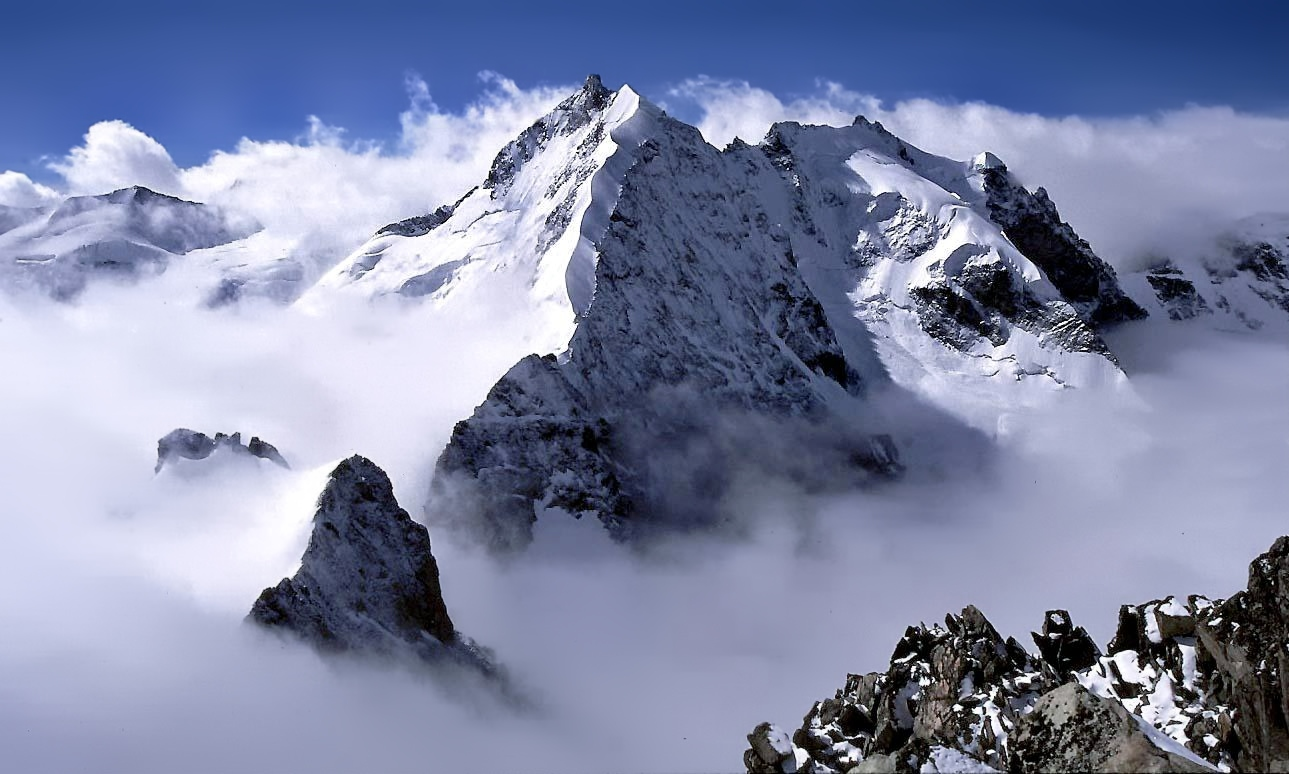
La Arista Bianco (Biancograt).

La ruta normal comienza en los dos refugios Marco y Rosa De Marchi (3.597 m y 3.609 m, 45 P), ubicados por encima del Fuorcla Crast'Agüzza, y sigue la ruta tomada por los primeros que la ascendieron.
La cresta norte, llamada Arista Bianco, es la ruta más conocida y atractiva hacia la cumbre, y es mucho más difícil que la ruta normal. La ruta comienza en la Cabaña Tschierva (2.584 m) en Val Roseg, accesible desde Pontresina. La Arista Bianco en sí comienza en el Fuorcla Prievlusa (3.430 m) y lleva al Piz Bianco (3.995 m). Para alcanzar la cumbre, tiene que atravesarse la brecha de Bernina, que provocó el rechazo de Cordier, Middlemore, Jaun y Maurer en 1876.
Otras cabañas en la zona
- Refugio Carate (2.636 m) – capacidad 32 camas, 3 lugares en habitación de invierno
- Refugio Marinelli (2.813 m) – capacidad 50 P
- Refugio de Boval (2.495 m) – capacidad 100 P
- Refugio Diavolezza (2.973 m) – capacidad 170 P

## Panorama

Panorama desde Diavolezza. De izquierda a derecha: Piz Palü, Bellavista, Crast' Agüzza (pequeño pico rocoso en el medio), Piz Bernina y Piz Morteratsch

## Muertes en Piz Bernina
- 1970: Rollo Davidson